# Eindruck
Ein Eindruck ist nach F. Kiener das wahrgenommene Gesamtbild von einem Gegenstand oder einer Person – als Produkt eines abgeschlossenen Wahrnehmungsprozesses. Das Individuum hat nach einem Vorgang der Wahrnehmung den Eindruck von etwas, der im Gehirn gespeichert werden kann. Nach Peter Köck und Hanns Ott bezeichnet der Eindruck das Ergebnis einer ganzheitlichen Wahrnehmung, deren kognitive und emotionale Anteile teils angeborene Auslesemechanismen sind, teils durch Lernprozesse zustande kommen. Ähnlich sieht es Meyers Kleines Lexikon Psychologie. Die Aktualgenese des Eindrucks wird nach Kiener in den Theorien des Ausdrucksverstehens bearbeitet; ebenfalls in der Entwicklungspsychologie sowie in der Ethologie („angeborener auslösender Mechanismus“).
- In der Phonographie geht es um die Frage, über welche Sinneskanäle der Eindruck zustande kommt. Die Forschung kümmert sich dabei vorwiegend um die visuelle und auditive Wahrnehmung.
- Funktionsanalyse und Interpretation: Hier geht es um die Frage, wie der Eindruck zustande kommt, wie er registriert und interpretiert wird. Hier könnte man die Forschung zur sozialen Wahrnehmung (social perception) nennen. Es spielen die Faktoren eine Rolle:

(a) Selektivität (Auswahl der Reize durch das wahrnehmende Individuum): In der Regel ist das ein subjektiver Vorgang.
(b) Der organisierende Akt der Wahrnehmung (Gestaltgesetz).
(c) Die Akzentuierung im Wahrnehmungsvorgang – und schließlich
(d) die Fixierung des Vorgangs (Verfestigung).
- Konditionalanalyse: Die Frage ist in dem Zusammenhang u. a., durch welche Details der Wahrnehmung Eindrücke zustande kommen.[7]

## Eindrucksmethode (Geschichte)
Als Eindrucksmethode bezeichnete Wilhelm Wundt eine von zwei polaren und einander ergänzenden experimentellen Methoden zur Analyse von Gefühlen. Bei der Eindrucksmethode geht es darum, dass durch experimentell gegebene Reize, etwa eine Farbe, ein Klang, eine Figur, bestimmte Gefühle hervorgerufen werden, die dann durch Befragung der Probanden benannt werden können. Im Experiment kann z. B. ein paarweiser Vergleich zur Differenzierung genutzt werden. Die ergänzende Methode nannte Wundt die Ausdrucksmethode.

## Redewendung
Eine etwas andere Bedeutung ist die Redewendung Eindruck schinden/machen: das heißt, dass man sich „einen Namen machen“ will bzw. sich in den Vordergrund stellt. Aus einem unbedeutenden Angebot an Reizen oder Leistungen soll angeblich Großartiges zustande kommen.